# Tom Dahlgren
Pour les articles homonymes, voir Dahlgren.
Tom Dahlgren, né le 22 septembre 1933  à Fresno, en Californie, est un acteur américain.

## Biographie
La carrière d'acteur professionnel de Tom Dahlgren débute en 1972 et s'étend sur quatre décennies. Il a joué au théâtre au Magic Theatre (en) à San Francisco, au Théâtre de l'Ouest (Theatre West (en)) à Los Angeles et dans de nombreux autres théâtres de la région de Los Angeles.

## Filmographie
- 1972 : Votez Mc Kay
- 1974 : Le Parrain 2
- 1975 : Smile
- 1978 : L'Invasion des profanateurs
- 1979 : L'Étalon noir
- 1983 : Un homme parmi les loups
- 1983 : L'Étoffe des héros
- 1992 : Monsieur le député
- 1993 : Soleil levant
- 1995 : Le Président et Miss Wade
- 2000 : X-Files (saison 7, épisode Coup du sort) : le docteur Irving Thalbro
- 2000 : Apparences
- 2000 : De quelle planète viens-tu ?
- 2001 : The Barber
- 2001 : The Chameleon : Will Friel
- 2002 : Moonlight (en) de Paula van der Oest : Mile Judge
- 2005 : Marilyn Hotchkiss' Ballroom Dancing and Charm School : Sy Cranwinkle